# Pedro Muñoz Machín
Pedro Muñoz Machín Rodríguez (nacido el 6 de noviembre de 1958 en Mieres, principado de Asturias) es un exciclista español, profesional entre 1980 y 1990 y uno de los mejores escaladores de la época, con triunfos en el Giro de Italia o la París-Niza. Ha sido top-10 en el Tour, Giro y la Vuelta.

## Palmarés
| 1981 - 2.º en la Vuelta a España, más 1 etapa - 1 etapa de la Vuelta a Asturias - 1 etapa de la Vuelta a Burgos - 1 etapa de la Semana Catalana 1982 - 2 etapas de la Semana Catalana - Vuelta a Valencia - G.P. Navarra - Trofeo Masferrer - 1 etapa de la Vuelta a Aragón 1983 - Vuelta a Asturias, más 1 etapa - Vuelta a Castilla, más 1 etapa | 1984 - Clásica de Ordizia - 1 etapa de la Volta a Cataluña 1985 - 1 etapa de la Vuelta al País Vasco - 1 etapa de la París-Niza 1986 - Clasificación de la montaña en el Giro de Italia , más 1 etapa - 1 etapa de la París-Niza 1989 - 1 etapa de la Vuelta a Burgos |

## Resultados en las grandes vueltas
| Carrera         | 1980 | 1981 | 1982 | 1983 | 1984 | 1985 | 1986 | 1987 | 1988 | 1989 | 1990 | 1991 |
| --------------- | ---- | ---- | ---- | ---- | ---- | ---- | ---- | ---- | ---- | ---- | ---- | ---- |
| Giro de Italia  | -    | 41.º | Ab.  | 11.º | -    | -    | 10.º | 18.º | -    | -    | -    | -    |
| Tour de Francia | -    | -    | -    | -    | 8.º  | Ab.  | Ab.  | 22º  | Ab.  | -    | -    | -    |
| Vuelta a España | 27.º | 2.º  | 25.º | 8.º  | -    | Ab.  | -    | -    | Ab.  | 34º  | Ab.  | -    |
| Mundial en Ruta | -    | -    | 22º  | -    | 26º  | -    | -    | -    | -    | -    | -    | -    |

-: no participa

Ab.: abandono